# Nandarō
Nandarō (なんだろう?, Nandarou, lett. "Che cosa è?") è uno spot televisivo d'animazione del 1992, animato e diretto da Hayao Miyazaki.

## Il video
Lo spot ha come protagonista un maialino verde (Nandarō) ed ha funzionato da intermezzo tra una pubblicità e la seguente sulla televisione giapponese Nippon Television (NTV), nel periodo in cui questa compiva i suoi primi 40 anni di programmazione (cosa pubblicizzata dalle scritte degli spot).
Lo spot è come suddiviso in episodi ed in ognuno di questi il maialino cambia azione.